# Ordis
Ordis is een gemeente in de Spaanse provincie Girona in de regio Catalonië met een oppervlakte van 8 km². Ordis telt 377 inwoners (1 januari 2016).

## Demografische ontwikkeling
Bron: INE, 1857-2011: volkstellingen

## Geboren
- Martina Fernández (2004), voetbalster